# Oberer Schalker Teich

Darstellung der Teiche im Schalketal aus 1733. Erkennbar ist, dass der frühere oberste Damm aufgegeben wird, um etwas weiter talwärts einen neuen, größeren Damm zu schütten. Darunter liegen der Mittlere und der Untere Schalker Teich. Die Linien stellen Gräben zur Zu- oder Weiterleitung von Wasser dar.

Der Obere Schalker Teich war eine kleine Talsperre, die im Zusammenhang mit dem Oberharzer Wasserregal in der Nähe von Schulenberg im Oberharz entstanden ist. Die ehemalige Stauanlage ist als Bodendenkmal Bestandteil des Weltkulturerbes Bergwerk Rammelsberg, Altstadt von Goslar und Oberharzer Wasserwirtschaft.

## Namensgebung
Seinen Namen hat das Bauwerk vom gleichnamigen Bach Schalke, der hier aufgestaut wird. Der Bach ist benannt nach dem gleichnamigen Berg Schalke, an dem er entspringt. Auch das dazugehörige Tal wird Schalketal genannt.

## Geschichte
Der Teich wurde 1733 zur Wasserversorgung der unterhalb gelegenen Gruben und Pochwerke, denen das Wasser teilweise mit Wassergräben zugeleitet wurde, angelegt. Es gab einen kleineren, 1711 angelegten Vorgängerteich, dessen Damm etwa 80 Meter weiter oberhalb (nördlich) trassiert war. Dieser Vorgängerdamm wurde vollständig abgetragen und sein Material für den Bau des neuen Oberen Schalker Teiches verwendet.
Die Stauanlage muss bereits im 19. Jahrhundert außer Betrieb genommen worden sein. In einer Bestandsaufnahme von 1866 wird er bereits als „außer Betrieb“ gekennzeichnet. Gründe der Stilllegung waren möglicherweise technische Probleme (Undichtigkeiten), andererseits aber auch nachlassender Wasserbedarf der zu versorgenden Bergwerke. Die beeindruckenden Dammreste bilden Bodendenkmale und gehören damit zu den passiven Anlagen des Oberharzer Wasserregals.
Der Staudamm wurde seinerzeit nicht ordnungsgemäß zurückgebaut. Offensichtlich hat man einfach den Grundablass (Striegel) geöffnet gelassen. Das Holzrohr verwitterte mit den Jahrhunderten, blieb aber wasserdurchlässig, so dass die Anlage nur bei sehr seltenem Hochwasser angestaut wurde. Ein Aufgraben des Dammes wurde wohl begonnen, aber nicht beendet.

## Dammbruch 2017
Am 26. Juli 2017 wurden die Einwohner von Oberschulenberg vorübergehend evakuiert, da nach langanhaltenden starken Regenfällen der Damm des eigentlich außer Betrieb befindlichen Oberen Schalker Teiches brach und eine starke Flutwelle in den Unteren Schalker Teich floss. Vermutlich ist die Stauanlage durch die sehr hohen Zuflüsse angestaut, überströmt und sehr stark durchsickert worden. Nach dem ersten Bruch sind auf dem Damm stehende Bäume und Dichtungsteile in die Dammscharte gestürzt und bewirkten einen neuen Anstau. Insgesamt haben Augenzeugen drei Flutwellen beobachtet, die dann durch den Unteren Schalker Teich und schließlich durch Oberschulenberg strömten. Der Dammbruch machte gut das Innere des Dammes erkennbar, insbesondere die Kerndichtung aus Rasensoden war gut zu erkennen und machte noch einen funktionsfähigen Eindruck. Als Ergebnis von Untersuchungen schlug die Arbeitsstelle Montanarchäologie des Niedersächsischen Landesamtes für Denkmalpflege im Jahr 2018 vor, den Damm in der Form, wie er nach dem Bruch verblieben ist, zu belassen.

## Sonstiges
Unterhalb des Oberen Schalker Teiches gab es den Mittleren Schalker Teich, der ebenfalls im 19. Jahrhundert aufgegeben worden sein muss. Etwas weiter unterhalb befindet sich der Untere Schalker Teich, der heute noch in Betrieb ist. Da er seit Mitte des 19. Jahrhunderts der einzige von ehemals drei Schalker Teichen ist, wird er auch vielfach einfach als „Schalker Teich“ bezeichnet.

## Siehe auch

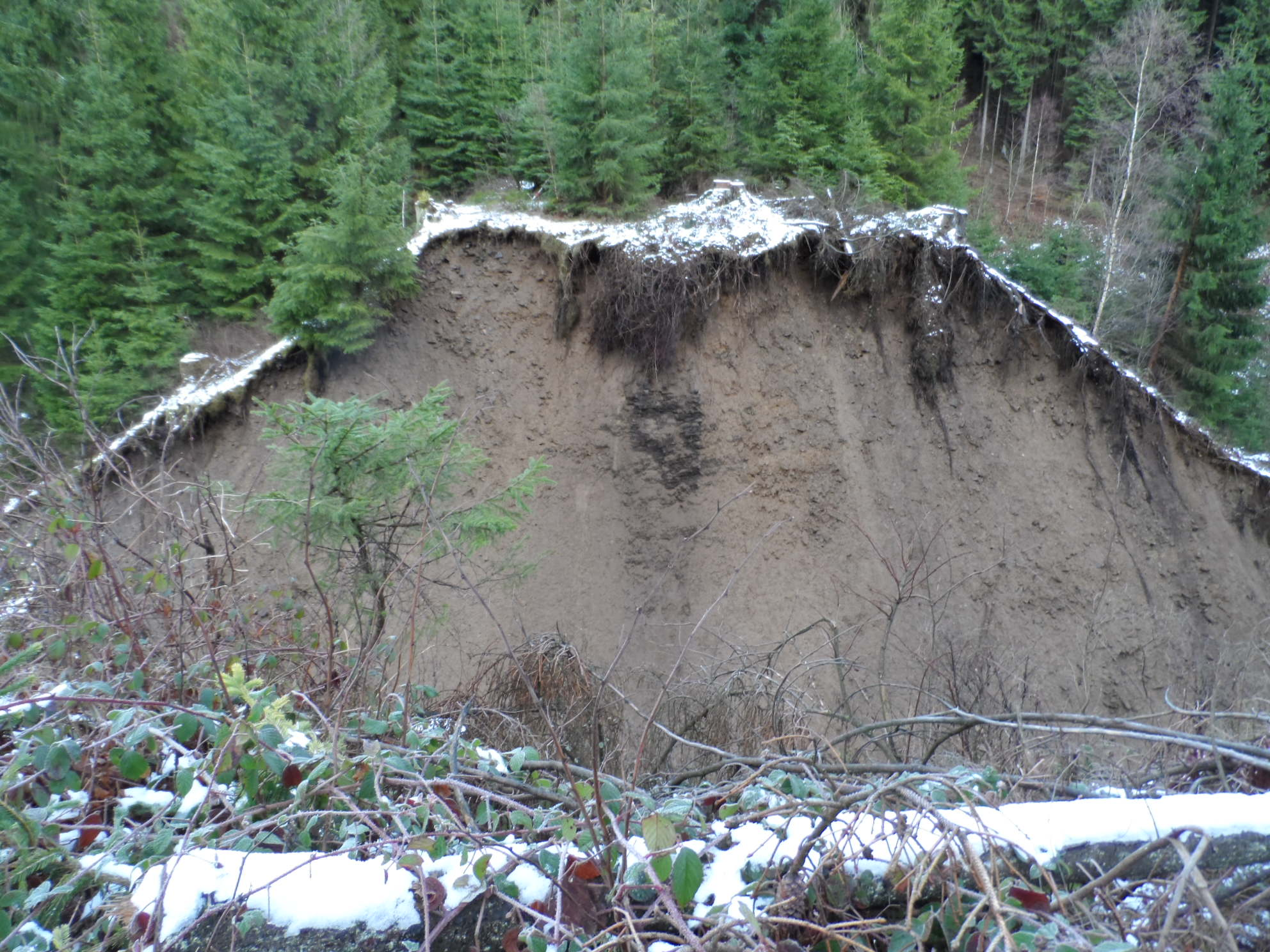
Blick auf den nordöstlichen Teil des Dammes.
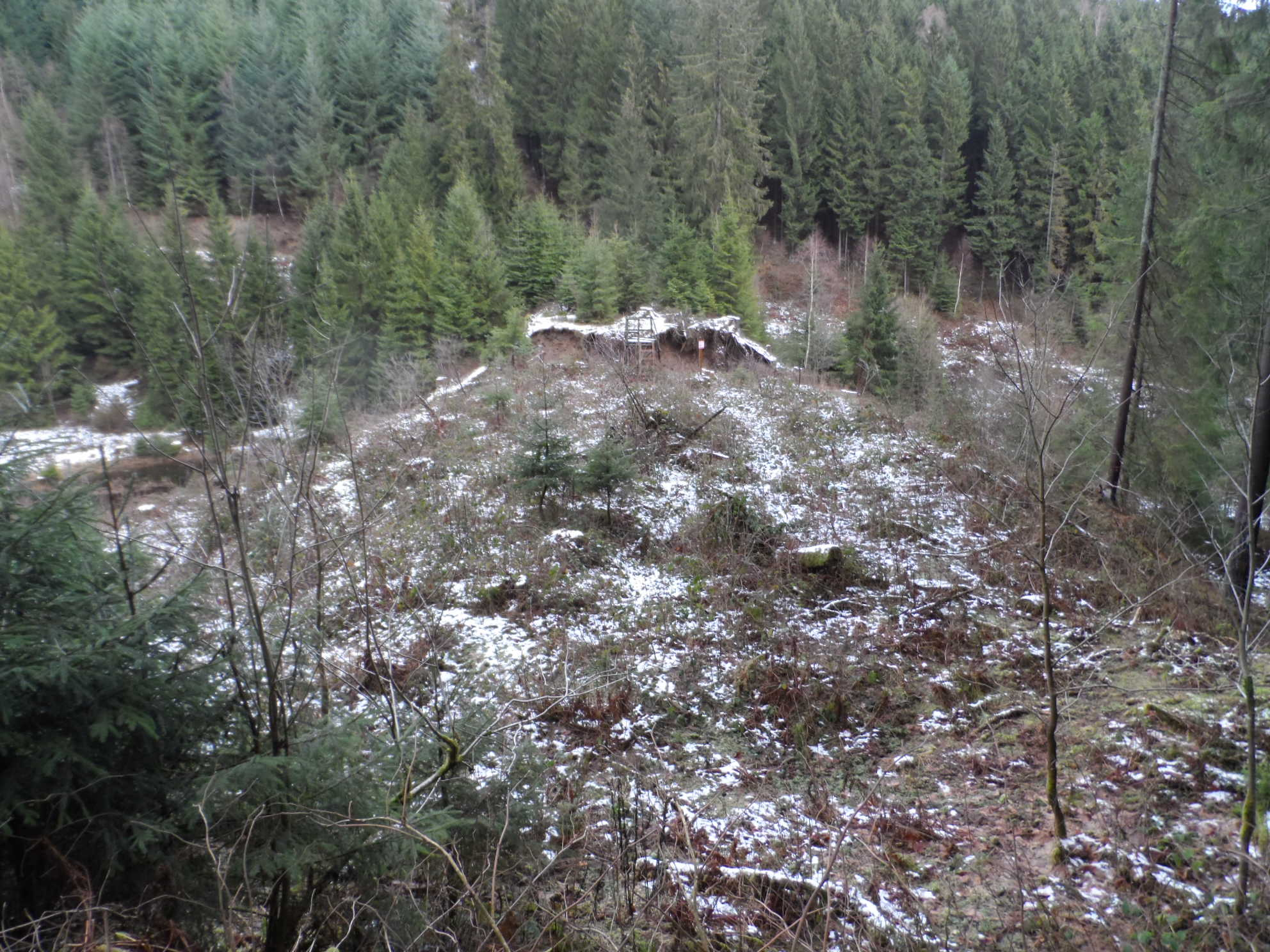
Dammkrone des Schalker Teiches vom südwestlichen Hang aus gesehen
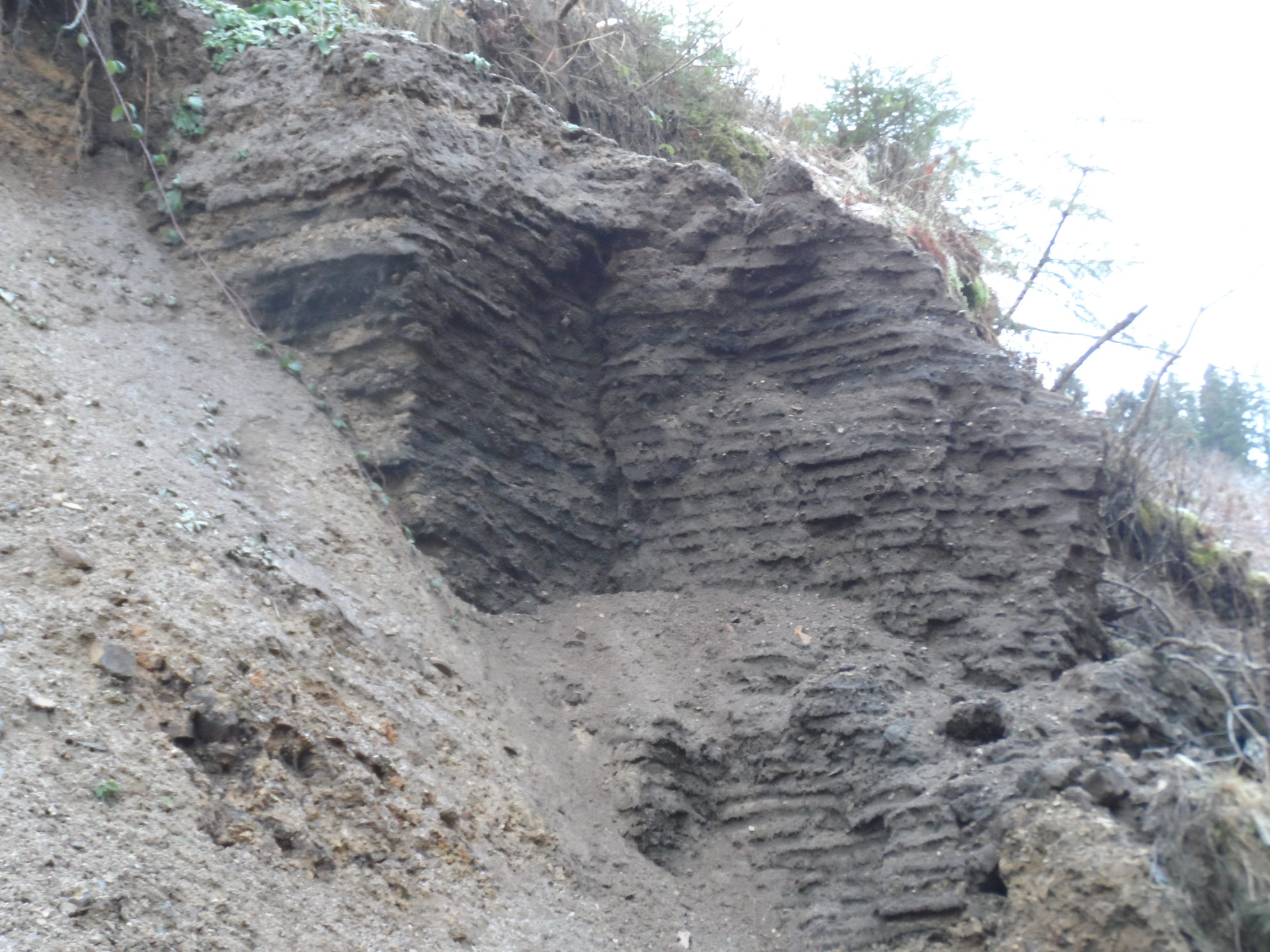
Gut erhaltene Rasensodendichtung im Dammkern
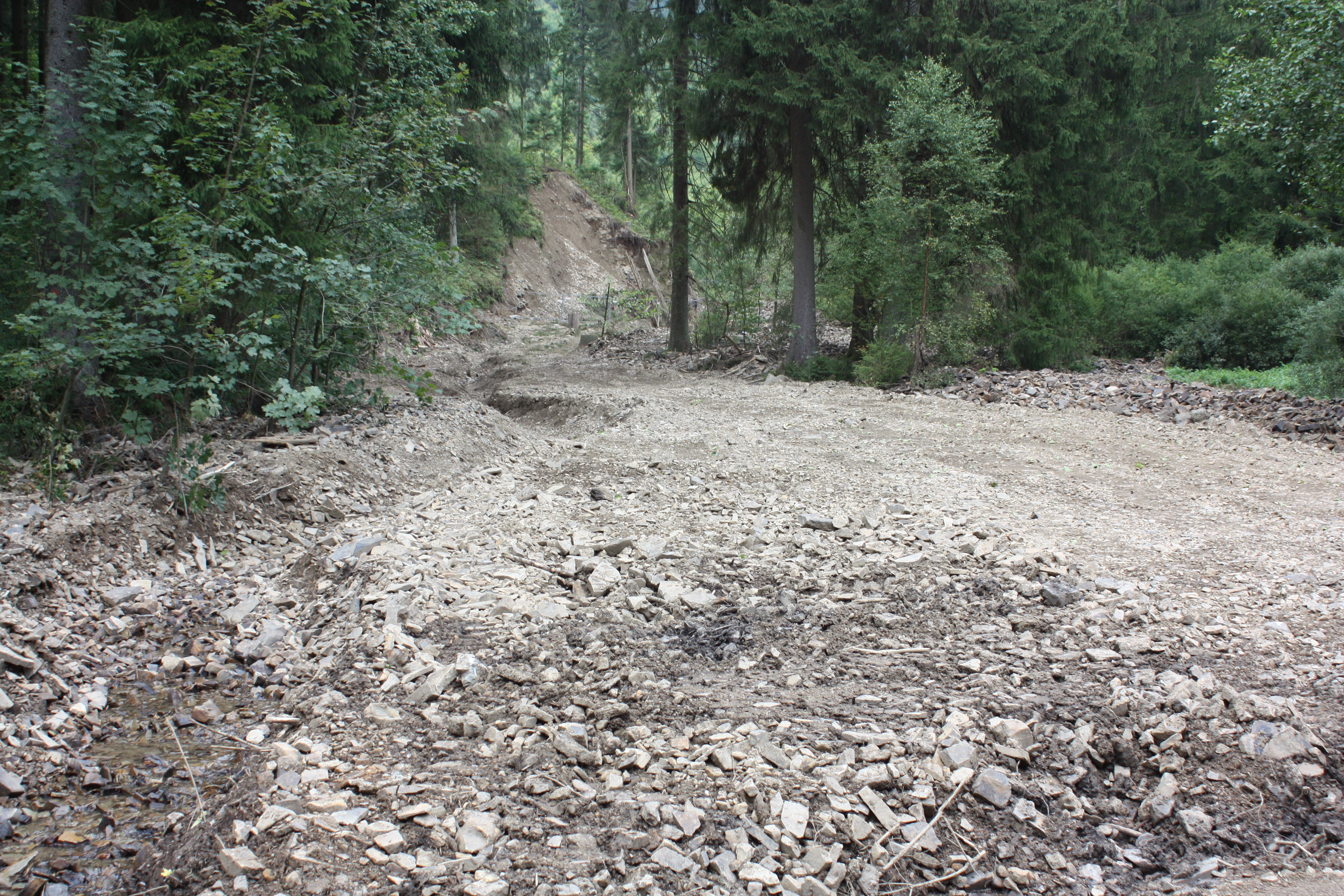
Gerölllawine unterhalb des Dammes nach Dammbruch